# Chrastava
Chrastava település Csehországban, Libereci járásban. Chrastava Heřmanice, Kryštofovo Údolí, Hrádek nad Nisou, Bílý Kostel nad Nisou, Frýdlant, Nová Ves, Liberec és Bogatynia településekkel határos. Lakosainak száma 6340 fő (2024. január 1.).

## Népesség
A település lakosságának változását az alábbi diagram mutatja:
| Lakosok száma | 6680 | 6781 | 6996 | 4654 | 5200 | 5944 | 6189 | 6281 | 6260 | 6340 |
|               | 1869 | 1890 | 1921 | 1950 | 1980 | 2001 | 2017 | 2019 | 2022 | 2024 |